# Boston Consulting Group
The Boston Consulting Group (BCG) és una firma de consultoria estratègica global amb 82 oficines en 46 països. L'empresa aconsella a clients en els sectors privat, públic i sense ànim de lucre al voltant del món, incloent més de dos terços de les organitzacions Fortune 500. Considerada una de les empreses de consultoria estratègica més prestigioses, BCG va ser classificada segona en les «100 millors empreses per treballar» de Fortune el 2015.

## Història
L'empresa fou fundada per Bruce D. Henderson, antic alumne de la Universitat Vanderbilt i de l'Escola de Negocis Harvard. Després de molts anys en el departament de compres de Westinghouse a Pittsburgh, es va unir a Arthur D. Little a Cambridge (Massachusetts). El 1963, va ser reclutat per The Boston Safe Deposit and Trust Company per formar un braç intern de consultoria per a l'organització. Va fundar una unitat d'un sol home anomenada Management and Consulting Division.
Henderson creia que en un entorn competitiu en el qual hi havia firmes de consultoria més grans i més conegudes, BCG hauria de trobar una identitat diferenciada, centrant-se en l'especialització. El 1966, BCG es va convertir en la primera empresa de consultoria estratègica occidental a obrir una oficina al Japó. Es va expandir a Europa durant la dècada del 1970, obrint oficines a Londres, París, Múnic i Milà. El 1975 Henderson va organitzar un pla de propietat dels empleats per comprar accions de The Boston Company, la corporació matriu de The Boston Safe Deposit and Trust Company. La compra de totes les accions es va completar el 1979, fent que l'empresa fos propietat dels seus empleats. Quan Henderson va abandonar el càrrec de president i CEO el 1980, BCG tenia set oficines i 249 consultors. Es va mantenir com a president fins a 1985, any en que es va retirar formalment de BCG.
El gener de 2013 Rich Lesser esdevingué el sisè president i director executiu en cap de BCG.
L'abril de 2015 l'empresa va llançar BCG Henderson Institute en honor del seu fundador, Bruce D. Henderson, en el centenari del seu naixement. L'institut va ser el tercer millor think tank en quant a pensament global segons la Universitat de Pennsylvania el 2018.
El juny de 2016 el Boston Business Journal va informar que BCG consolidaria les seves dues oficines de Boston i es traslladaria a un nou edifici de 13 plantes i 370.000 peus quadrats a  South Boston Waterfront. La seu es troba al lloc on s'ubicava l'antic restaurant Anthony's Pier 4.

## Matriu BCG
El 1968, BCG va crear la Matriu BCG, un diagrama senzill per ajudar a decidir a les grans corporacions on assignar efectiu entre les seves unitats de negoci. La corporació categoritzaria les seves unitats de negoci com a «Estels», «Vaques lleteres», «Interrogants» i «Gossos», i llavors assignaria l'efectiu en conseqüència, movent els diners des de les "vaques lleteres" cap als "estels" i "interrogants" que tindrien majors taxes de creixement del mercat i, per tant, major potencial de creixement.